# Ямолино
Ямолино (горномар. Шӹргӹйӓл) — старинная деревня в Горномарийском районе Марий Эл Российской Федерации. Входит в состав Емешевского сельского поселения.
Численность населения — 274 чел. (2015 год).

## География
Располагается в 2 км от административного центра сельского поселения — села Емешево. Деревня состоит из четырёх разделённых оврагами и исторически сложившихся частей.

## История
Поселение существовало уже в XVI веке и относилось к Акпарсовой сотне. В списках населённых мест Казанской губернии 1859 года упоминается под официальным названием деревня «Ямолина», в просторечии — «Новая деревня».

## Население
| 1859 | 2002 | 2010 | 2013 | 2014 | 2015 |
| ---- | ---- | ---- | ---- | ---- | ---- |
| 366  | ↘287 | ↘263 | ↗281 | ↘280 | ↘274 |